# Nazari (retòric)
Nazari (en llatí Nazarius) va ser un retòric romà que va florir al segles iii i iv
A la col·lecció dels Panegyrici Veteres apareix el «Nazarii Panegyricus Constantino Augusto» llegit a Roma al cinquè any dels cèsars Crisp i Constantí (vers 326) encara que la major part del panegíric és dedicat a Constantí I el Gran, el pare, que no era present a la lectura. Els anys 315 i 337 apareix mencionat a la Crònica d'Eusebi de Jeroni d'Estridó ("Nazarius insignis rhetor habetur"; i "Nazarii rhetoris filia in eloquentia patri coaequatur"). Ausoni parla també d'un retòric de fama de nom Nazari. A la col·lecció abans esmentada apareix també un panegíric dedicat a Constantí I el Gran que per la seva similitud degué ser obra de Nazari. Aquest panegíric es va llegir a Trèveris l'any 313.